# Neptis taranda
Neptis taranda är en fjärilsart som beskrevs av Corbet 1942. Neptis taranda ingår i släktet Neptis, och familjen praktfjärilar. Inga underarter finns listade.